# 친친
친친(말레이어·인도네시아어: cincin)은 해양 동남아시아의 과자이다. 쿠이/쿠에의 일종이며, 말레이시아·브루나이에서는 쿠이 친친(말레이어: kuih cincin), 싱가포르·인도네시아에서는 쿠에 친친(말레이어: kueh cincin, 인도네시아어: kue cincin)으로 불린다. 특히 브루나이와 말레이시아 사바주의 브루나이인들이 즐겨 먹는 과자다.

## 이름
말레이·인도네시아어 "친친(cincin)"은 "반지"라는 뜻이다. "쿠이/쿠에 친친(kuih/kueh/kue cincin)"은 "반지 과자"라는 뜻이다.

## 같이 보기
- 쿠이
- 쿠에